# Simiskina veturia
Simiskina veturia är en fjärilsart som beskrevs av Hans Fruhstorfer 1912. Simiskina veturia ingår i släktet Simiskina och familjen juvelvingar. Inga underarter finns listade i Catalogue of Life.